# Abraxas continua
Abraxas continua là một loài bướm đêm trong họ Geometridae.